# Amphilius krefftii
Amphilius krefftii és una espècie de peix pertanyent a la família dels amfílids i a l'ordre dels siluriformes.

## Descripció
El seu cos (allargat, aplanat ventralment fins a la base de l'aleta anal i, llavors, estrenyent-se fins al final del peduncle caudal), fa 20,8 cm de llargària màxima. El perfil dorsal s'eleva suaument des de l'extrem del musell fins a l'origen de l'aleta dorsal i continua gairebé horitzontal fins al final del peduncle caudal, el qual és comprimit lateralment. Anus i obertures urogenitals situats a la inserció de les aletes pelvianes. Pell llisa. Línia lateral completa i estenent-se des de la vora dorsal de la cavitat opercular fins a la base de l'aleta caudal. 36, 37 o 38 vèrtebres totals (20 o 21 abdominals i 16 o 17 caudals). Cap i part anterior del cos amples. Cap en forma de falca vist lateralment i eixamplant-se des de l'extrem del musell fins a la base de les aletes pectorals. Musell ample i rom quan es veu des de dalt. Membranes branquiòstegues unides moderadament a l'istmus (formant una connexió en forma de "V" o molt còncava) i amb 6 o 7 radis. Boca ampla,, suaument corbada i subterminal. Llavis carnosos. Dents còniques i curtes. Tres parells de barbetes sensorials. Ulls petits i situats a mig camí entre l'extrem del musell i el marge posterior de l'opercle. Diàmetre horitzontal dels ulls lleugerament més ample que el vertical. Narius separats, però relativament a prop l'un de l'altre. Aleta dorsal amb 5 o 6 radis i el marge lleugerament convex. Aletes pectorals amb 8, 9, 10 o 11 radis (el primer no ramificat i molt engrossit). Aletes pelvianes inserides posteriorment a la base de l'aleta dorsal, amb 5 radis (el primer no ramificat i molt engrossit) i el marge posterior recte. Base de l'aleta adiposa més llarg que el de l'anal. Aleta caudal emarginada i amb els extrems dels lòbuls arrodonits. Aleta anal amb la base curta, el seu origen posterior al de l'aleta adiposa i el marge gairebé en línia recta. Àrees dorsal i laterals del cap i el cos de color marró, mentre que el ventral és marró clar. Aletes dorsal, adiposa, caudal i anal marrons. Aletes pectorals i pelvianes de color marró a la part superior i groc clar a l'inferior. Barbetes maxil·lars i mandibulars marrons. Aleta caudal amb una franja en forma de mitja lluna fosca a la base. La coloració dels joves és similar a la dels adults, llevat de totes les aletes que són de color groc clar i amb petites taques marrons als radis ramificats. Aletes pectorals i pelvianes amb el primer radi no ramificat de color marró fosc al dors. Es diferencia d'Amphilius chalei, Amphilius grandis, Amphilius athiensis i Amphilius uranoscopus per la seua aleta caudal emarginada (vs. bifurcada); d'Amphilius grandis i Amphilius athiensis per la presència de taques clares al lloc d'origen i d'inserció de l'aleta dorsal; d'Amphilius chalei, Amphilius athiensis, Amphilius grandis i Amphilius uranoscopus per tindre un cos curt amb generalment 36 vèrtebres (vs. cos allargat i 37-40 vèrtebres); d'Amphilius cryptobullatus, A. athiensis i A. uranoscopus per l'absència de taques fosques al cos (vs. cos clapejat en A. cryptobullatus, finament tacat en A. athiensis i amb una franja negra i difusa al llarg dels flancs en el cas d'A. uranoscopus); també es distingeix d'A. athiensis per l'absència de taques a les aletes (vs. aletes força tacades), i d'A. chalei per posseir una major altura del peduncle caudal.

## Alimentació
Hom creu que, de la mateixa manera que les altres espècies d'Amphilius, es nodreix principalment d'insectes aquàtics bentònics.

## Hàbitat i distribució geogràfica
És un peix d'aigua dolça, demersal i de clima tropical, el qual viu a Àfrica: el riu Tsavo a la conca del riu Galana a Kenya i, també, les conques del llac Jipe i dels rius Sigi i Pangani a Tanzània.

## Observacions
És inofensiu per als humans i el seu índex de vulnerabilitat és baix (15 de 100).